# Liropus cachuchoensis
Liropus cachuchoensis is een vlokreeftensoort uit de familie van de Caprellidae. De wetenschappelijke naam van de soort is voor het eerst geldig gepubliceerd in 2007 door Guerra-García, Sorbe & Frutos.